# Гордон Хејвард
Гордон Данијел Хејвард (енгл. Gordon Daniel Hayward; Индијанаполис, Индијана, 23. март 1990) амерички је бивши кошаркаш. Игра на позицијама крила и крилног центра, а тренутно наступа за Оклахома Сити тандер.

## Успеси

### Појединачни
- НБА Ол-стар меч (1): 2017.

### Репрезентативни
- Светско првенство до 19 година:  2009.